# Jung Hae-in
Đây là một tên người Triều Tiên, họ là Jung.
Jung Hae In (Hangul: 정해인, Hán-Việt: 丁海因 /Ding Hǎi Yīn/ - Đinh Hải Nhân) là nam diễn viên nổi tiếng người Hàn Quốc trực thuộc công ty giải trí FNC Entertainment. Anh xuất hiện lần đầu trong MV ca nhạc "Moya" của nhóm nhạc nữ AOA vào năm 2013 và chính thức được ra mắt thông qua bộ phim truyền hình "Bride of the Century" vào năm 2014. Anh được khán giả biết đến rộng rãi nhờ vai diễn khách mời trong bộ phim "Goblin" (2016) và các vai phụ trong phim truyền hình nổi tiếng "While You Were Sleeping" (2017) và "Prison Playbook" (2017). Năm 2018, Jung Hae In có vai chính đầu tiên trong sự nghiệp thông qua bộ phim truyền hình mang tên "Chị đẹp mua cơm ngon cho tôi", đây cũng chính là bộ phim đưa tên tuổi của anh vụt sáng. Năm 2021, với sự thành công nối tiếp từ series nổi tiếng "Truy bắt lính đào ngũ"  và bộ phim truyền hình "Snowdrop", một lần nữa mang tên tuổi của anh đến gần với khán giả quốc tế hơn.

## Tiểu sử và đời tư
Jung Hae In sinh ngày 1 tháng 4 năm 1988 tại phường Seongbuk-dong, Seoul. Sau đó anh cùng gia đình từng có thời gian dài sinh sống ở Daebang-dong, quận Dongjak-gu ở Seoul, Hàn Quốc. Tôn giáo của anh là Công giáo, tên rửa tội của anh là Paul, hay còn gọi là Jimmy.

### Gia đình
Jung Hae In là hậu duệ đời thứ 6 của nhân vật lịch sử Jung Yak Yong - người được mệnh danh là "mỹ nam số 1" thời kỳ Joseon. Ông là một nhà triết học, nhà nông học, nhà thơ và là một trong những nhà tư tưởng vĩ đại nhất trong thời kỳ Joseon, đồng thời cũng là trợ thủ đắc lực của vua Jeong Jo - vị vua đời thứ 22 thời Joseon.
Jung Hae In sinh ra trong một gia đình gồm có 4 thành viên. Bố anh là Jung Sang Jin - hiện ông là giáo sư nhãn khoa ngoại trú tại Bệnh viên Đại học Y của Hàn Quốc, đồng thời ông cũng là viện trưởng - giám đốc điều hành một bệnh viện nhãn khoa ở thành phố Ansan, tỉnh Gyeonggi-do, ông cũng là người đặt nền móng đầu tiên cho sự phát triển của phẫu thuật đục thủy tinh thể. Mẹ anh là Kang Yu Mi - là bác sĩ chuyên khoa Giải phẫu bệnh lý tại một Bệnh viện ở Seoul. Anh có một người em trai nhỏ hơn 7 tuổi sinh năm 1995 tên là Jung Hae Joon, là đồng sáng lập và đồng điều hành thương hiệu chuỗi nhà hàng Puradak cùng với Hae In, và Hae In cũng là đại sứ đại diện hình ảnh cho Puradak, (Hae Joon đã dừng hoạt động kinh doanh vào tháng 04/2023 để tập trung vào công việc cá nhân, hiện tại Hae In vẫn đang điều hành chuỗi nhà hàng).

### Học vấn
Jung Hae In tốt nghiệp trường Tiểu học Singil ở Seoul, tốt nghiệp trường THCS Seongnam và tốt nghiệp trường THPT kỹ thuật Yeongdeungpo (Yeongdeungpo Technical High School), Seoul.
Jung Hae In chia sẻ rằng anh từng có mong muốn theo học ngành công nghệ sinh học trước khi đổi hướng sang làm diễn viên. Anh đã trang bị kiến thức để có thể theo đuổi ngành công nghệ sinh học đó trong suốt những năm học cấp 3. Anh đã viết ngành công nghệ sinh học vào nguyện vọng 1 và 2, và bí mật viết nguyện vọng thứ 3 là Phát thanh viên mà không để bố mẹ biết. Cuối cùng, anh đã đỗ cả 3 nguyện vọng và đã tốt nghiệp với Bằng Đại học loại xuất sắc chuyên ngành Phát thanh Truyền hình và Giải trí tại Đại học PyeongTaek, nơi anh từng tham gia rất nhiều hoạt động khác nhau bao gồm cả các vở nhạc kịch. Song song bên cạnh đó, anh cũng học thêm chuyên ngành công nghệ sinh học như ý bố mẹ anh và cũng đã tốt nghiệp tại Đại học PyeongTaek.

### Nhập ngũ
Ngay từ khi học năm nhất đại học, Jung Hae In đã bén duyên với con đường nghệ thuật. Tuy nhiên, anh lại quyết định nhập ngũ hai năm và đó cũng là thời gian giúp anh quyết định đi theo sự nghiệp diễn xuất như một mục tiêu lâu dài. Jung Hae In nhập ngũ năm 21 tuổi, xuất ngũ năm 23 tuổi với tư cách là một trung sĩ Quân đội Đại Hàn Dân Quốc và anh ấy đã ký hợp đồng với công ty chủ quản hiện tại của mình - FNC Entertainment ngay sau khi hoàn thành nghĩa vụ quân sự và tốt nghiệp đại học.

## Sự nghiệp

### Khởi đầu
Jung Hae In từng tiết lộ, anh được nhân viên của FNC Entertainment phát hiện khi đang đứng mua kem ở một cửa hàng tiện lợi. Người này nhận thấy anh có tiềm năng cùng khuôn mặt khá điển trai nên đã gợi ý đi casting. Họ không quên đưa danh thiếp và xin số điện thoại. Dù đã từ chối nhưng họ vẫn tiếp tục nài nỉ. Cuối cùng, anh đành đưa số điện thoại của mình cho họ để có thể thoải mái về nhà. Điều bất ngờ là chỉ một vài ngày sau anh lại tò mò với công việc này nên quyết định sẽ nộp đơn ứng tuyển: "Vào thời điểm đó, tôi học khá tệ. Tôi nghĩ chỉ cần một công việc gì đó để hướng tới, vì vậy tôi đã thuyết phục bố mẹ cho phép tôi theo đuổi nghề diễn viên".
Jung Hae In cho biết, anh quyết định rẽ hướng sang nghề diễn xuất sau lần gặp "định mệnh" với nhân viên của FNC Entertainment: "Ban đầu, tôi dự định nộp đơn vào một trường đại học chuyên về nghiên cứu công nghệ sinh học nhưng lại nộp thêm đơn học diễn xuất với quyết tâm sẽ học hành chăm chỉ hơn. Tuy nhiên, tôi đã hoàn toàn sụp đổ vì khi đến lớp thấy các bạn khác đã chuẩn bị cho sự nghiệp diễn xuất của họ từ khi học cấp hai, cấp ba. Sau đó, tôi nhận ra rằng để có được thành công thì tôi phải làm việc chăm chỉ hơn những người khác".
Kinh nghiệm diễn xuất đầu tiên của Jung Hae In là qua một số vở nhạc kịch ở trường đại học. Tuy nhiên, quyết tâm trở thành một diễn viên chuyên nghiệp của anh đã được hình thành khi anh ấy tham gia nghĩa vụ quân sự và đã giảm 12 kg để đạt được ước mơ của mình. Jung Hae In chính thức được ra mắt vào ngày 26.07.2013 - năm anh 26 tuổi và có vai diễn đầu tiên ở tuổi 27.
Tháng 7/2013, Jung Hae In xuất hiện lần đầu tiên trong MV "Moya" của AOA (nhóm nhạc nữ)
Năm 2014, Jung Hae In chính thức ra mắt công chúng qua bộ phim Bride of Century với vai diễn Choi Kang In - cậu em idol nổi bật của nam chính Choi Kang Joo (do Lee Hong-gi đóng)
Tháng 8/2014, Jung Hae In tiếp tục tham gia vào bộ phim lịch sử của đài tvN The Three Musketeers với vai diễn Ahn Min-seo cùng với Jung Yong-hwa, Lee Jin-wook và Yang Dong-geun. Anh đã tự mình xây dựng nền tảng diễn xuất vững chắc và trong buổi casting của The Three Musketeers, biên kịch của bộ phim đã khen ngợi chất giọng của anh khi nói "Giọng của cậu sinh ra là để đóng phim lịch sử".
Tháng 11/2014, Jung Hae In chính thức ra mắt màn ảnh rộng với vai diễn Park Min-jae trong dự án điện ảnh The Youth. Nội dung phim kể về cuộc sống và thời thanh xuân của những ngôi sao thần tượng hiện đại như: bị cô lập ở trường học, đi nghĩa vụ quân sự sau khi tốt nghiệp, lập nghiệp sau khi xuất ngũ.
Đầu năm 2015, danh tiếng của Jung Hae In đã được biết đến nhiều hơn cũng như anh đã nhận được nhiều tình cảm từ khán giả qua vai diễn chàng học giả sở hữu nụ cười vạn người mê cùng trí thông minh tuyệt đỉnh Joo Hyun-woo trong bộ phim Blood (KBS2)
Tháng 4/2015, Jung Hae In xuất hiện trong phim điện ảnh Lời chào tình yêu với vai diễn thời trẻ của nhân vật nam chính - Sung-chil.

### Năm 2017 - Hiện tại: Sự nổi tiếng gia tăng và các vai chính
Tháng 9/2017, Jung Hae In tham gia bộ phim truyền hình Khi nàng say giấc và nhận được nhiều sự quan tâm từ công chúng với vai nam phụ Han Woo-tak, chàng cảnh sát tốt bụng chính nghĩa có nụ cười tỏa nắng, tên của anh đã đứng đầu bảng xếp hạng tìm kiếm của Naver tại thời điểm đó.
Tháng 11/2017, Jung Hae In tham gia bộ phim truyền hình của đài tvN Prison Playbook trong vai đại úy "Yoo ác ma"- Yoo Jeong‑woo trong nóng ngoài lạnh khiến khán giả yêu thích.
Ngoài ra, Jung Hae In đã từng xuất hiện với tư cách là khách mời trong cả hai bộ phim truyền hình đình đám của đài tvN như Reply 1988 và Yêu tinh với vai diễn tình đầu của cả hai nữ chính trong phim.
Chia sẻ về nghiệp diễn xuất của mình, anh nói: "Tôi muốn trở thành một diễn viên có vai diễn khiến mọi người đều nhớ tới."
Năm 2018, Jung Hae In đã đánh dấu một bước ngoặt lớn trong sự nghiệp với vai chính đầu tiên trên màn ảnh nhỏ, Seo Joon-hee, chàng trai trẻ tuổi ấm áp, ngọt ngào sánh đôi cùng "chị đẹp" Son Ye-jin trong drama tình cảm - lãng mạn của đài JTBC - Chị đẹp mua cơm ngon cho tôi.
Cùng năm, Jung Hae In đã tham gia vào phim điện ảnh Heung-boo: The Revolutionist với vai Vua Heonjong, vị vua thứ 24 của triều đại Joseon.
Năm 2019, Jung Hae In tiếp tục nhận vai nam chính trong gia bộ phim hài lãng mạn cùng với Han Ji-min được phát sóng từ tháng 5 đến tháng 7 - One Spring Night.  Bộ phim ghi nhận được thành công nhất định, tuy nhiên, đã không gây được tiếng vang lớn, không phải vì diễn xuất của anh mà nguyên nhân đến từ kịch bản của bộ phim đã đi theo lối mòn tình cảm nhẹ nhàng, nó không thể vượt qua cái bóng quá lớn của Chị đẹp mua cơm ngon cho tôi. Và vào tháng 8 cùng năm, bộ phim điện ảnh theo thể loại tình cảm, chính kịch Tune in for love của Kim Go-eun và anh được phát hành. Bộ phim đã phá được kỉ lục của A Werewolf Boy (2012) khi bán được 100,000 vé trước ngày ra mắt chính thức.
Năm 2020, Jung Hae In tham gia bộ phim Em là một nửa đời anh cùng nữ diễn viên Chae Soo-bin. Đáng tiếc thay do kịch bản có phần kén người xem và mạch phim chậm chạp, rating của bộ phim (khởi đầu với 2.4% và chạm đáy 1%) chính là nguyên nhân khiến cho nhà đài tvN quyết định rút ngắn 4 tập từ 16 tập thành 12 tập.
Tháng 8/2021, Jung Hae In trở lại và tỏa sáng trên TV series của Netflix - Truy bắt lính đào ngũ (D.P.) với một hình tượng gai góc, nam tính hơn cũng như cốt truyện mới mẻ, kịch tính dù chỉ vỏn vẹn 6 tập phim. Tại hệ thống IMDb, phim được chấm số điểm 9/10. Ở trang Douban của Trung Quốc, phim cũng nhanh chóng được cộng đồng mạng xứ Trung chấm điểm 8.9/10 cao chót vót, với gần 300 lượt bình chọn. Đánh giá 5 sao chiếm tới 62%, trong khi đánh giá 4 sao chiếm khoảng 32%.
Cùng năm, anh nhận lời mời đóng vai nam chính trong phim ngắn đầu tay dài 40 phút "Blue Happiness - Unframed"  của đồng nghiệp thân thiết - diễn viên, đạo diễn Lee Je Hoon và đã được phát sóng trên nền tảng Watcha của Hàn Quốc.
Cũng trong năm này, sự thành công của bộ phim "Snowdrop" của anh hợp tác cùng nữ diễn viên Jisoo đã được phát sóng vào tháng 12 trên nền tảng Disney +, bộ phim theo thể loại hài kịch đen xen lẫn yếu tố lãng mạn, một lần nữa mang tên tuổi của anh đến gần hơn với khán giả quốc tế.
Năm 2022, Jung Hae In hiện đang trong quá trình quay bộ phim "Connect"  đã xác nhận trước đó, sẽ phát sóng trên nền tảng Disney + và đồng thời dự kiến trong tháng 5/2022 sẽ bắt đầu quay bộ phim " Truy bắt lính đào ngũ - D.P " mùa 2 của Netflix.

## Phim ảnh

### Phim điện ảnh
| Năm  | Tên phim                          | Tên tiếng Hàn                  | Vai trò                  | Ghi chú                         |
| ---- | --------------------------------- | ------------------------------ | ------------------------ | ------------------------------- |
| 2014 | The Youth                         | 레디액션 청춘                  | Park Man-jae             | Nam chính phân đoạn: Wonderwall |
| 2015 | Salute D'Amour                    | 장수상회                       | Kim Sung-chil (thời trẻ) | Khách mời                       |
| 2016 | The Moon of Seoul                 | 서울의 달                      | Ji-pyung                 | Phim ngắn                       |
| 2017 | The King's Case Note              | 임금님의 사건수첩              | Heuk-woon                | Nam phụ                         |
| 2017 | Conspiracy: Age of Rebellion      | 역모 - 반란의 시대             | Kim Ho                   | Nam chính                       |
| 2018 | Heung-boo: The Revolutionist      | 흥부                           | King Heonjong            | Nam phụ                         |
| 2019 | Tune in for Love                  | 유열의 음악앨범                | Cha Hyun-woo             | Nam chính                       |
| 2019 | Start-Up                          | 시동                           | Woo Sang-pil             | Khách mời                       |
| 2020 | P1H: The Beginning of a New World | 피원에이치: 새로운 세계의 시작 | Han                      | Khách mời                       |
| 2021 | Unframed – Blue Happiness         | 언프레임드 – 블루 해피니스     | Park Chan-young          | Nam chính                       |
| 2023 | Veteran 2                         | 베테랑                         | Park Sun Woo             | Nam chính                       |

### Phim truyền hình
| Năm       | Tên phim                           | Vai trò        | Kênh          | Ghi chú        |
| --------- | ---------------------------------- | -------------- | ------------- | -------------- |
| 2014      | 3 chàng ngự lâm                    | Ahn Min Seo    | tvN           | Nam phụ        |
| 2014      | Cô dâu thế kỷ                      | Choi Kang In   | TV Chosun     | Nam phụ        |
| 2015      | Blood                              | Joo Hyun Woo   | KBS2          | Nam phụ        |
| 2015      | Reply 1988                         | Ho Young       | tvN           | Cameo, tập 13  |
| 2016      | Yeah, That's The Way It Is         | Yoo Se Joon    | SBS           | Nam phụ        |
| 2016      | Night Light                        | Tak            | MBC           | Nam phụ        |
| 2016      | Yêu tinh                           | Choi Tae Hee   | tvN           | Cameo, tập 7-8 |
| 2017      | Khi nàng say giấc                  | Han Woo Tak    | SBS           | Nam thứ        |
| 2017-2018 | Đời sống ngục tù (Prison Playbook) | Yoo Jeong Woo  | tvN           | Nam thứ        |
| 2018      | Chị đẹp mua cơm ngon cho tôi       | Seo Joon Hee   | JTBC          | Nam chính      |
| 2019      | Đêm xuân (One Spring Night)        | Yu Ji Ho       | MBC           | Nam chính      |
| 2020      | Em là một nửa đời anh              | Moon Ha Won    | tvN           | Nam chính      |
| 2021      | Hoa tuyết điểm (Snowdrop)          | Im Soo Ho      | JTBC, Disney+ | Nam chính      |
| 2021      | Truy bắt lính đào ngũ              | Ahn Jun Ho     | Netflix       | Nam chính      |
| 2022      | Kết nối (Connect)                  | Ha Dong Soo    | Disney+       | Nam chính      |
| 2023      | Truy bắt lính đào ngũ 2            | Ahn Jun Ho     | Netflix       | Nam chính      |
| 2024      | Con trai bạn mẹ ( Love Next Door ) | Choi Seung Hyo | tvN, Netflix  | Nam chính      |

## Chương trình giải trí
| Năm         | Tên chương trình                  | Số tập                   |
| ----------- | --------------------------------- | ------------------------ |
| 2019        | Funding Together                  |                          |
| 2019        | Get It Beauty Better Girls School | Gồm 2 tập (Vai trò Host) |
| 2019        | Guerilla Date                     |                          |
| 2019        | Home Alone                        | Tập 270                  |
| 2019        | Happy Together                    | Tập 602                  |
| 2019        | Bobblessu                         | Tập 13                   |
| 2019 - 2020 | Jung Hae In's Travel Log          | Gồm 8 tập                |
| 2022        | House On Wheels 3                 | Tập 11                   |

## Video ca nhạc
| Năm  | Tên bài hát                       | Nghệ sĩ                   | Ghi chú                                     |
| ---- | --------------------------------- | ------------------------- | ------------------------------------------- |
| 2013 | "Moya"                            | AOA (ban nhạc)            | https://www.youtube.com/watch?v=t7hqUhdycQk |
| 2019 | Me After You                      | Jung Hae In               | https://www.youtube.com/watch?v=8djvG1rZdLM |
| 2019 | With the Heart to Forget You      | Jung Hae In               | https://www.youtube.com/watch?v=5Lsxv_Btulc |
| 2020 | But I'll Miss You (우리 만남이)   | Paul Kim x Jung Hae In    | https://www.youtube.com/watch?v=UDxgibgwYtU |
| 2020 | Do You See (Tune In For Love OST) | Jung Hae In x Kim Go Eun  | https://www.youtube.com/watch?v=vtWduvdxFuU |
| 2020 | Yeowooya                          | Jung Hae In x AKMU Suhyun | https://www.youtube.com/watch?v=ONqLg3X7gyU |
| 2020 | Meaning Of You                    | Jung Hae In x AKMU Suhyun | https://www.youtube.com/watch?v=2bSXwiOsH-w |
| 2020 | Every Day, Every Moment           | Jung Hae In               | https://www.youtube.com/watch?v=F-xhirI3tOE |
| 2020 | Around Thirty                     | Jung Hae In               | https://www.youtube.com/watch?v=4gTM4UvemGY |

## Họp mặt fan
| Năm  | Tên Fan Meeting | Địa điểm tổ chức         | Quốc gia     |
| ---- | --------------- | ------------------------ | ------------ |
| 2018 | "Smile"         | Đại học Kyunghee (Seoul) | Hàn Quốc     |
| 2018 | "Smile"         | Bangkok                  | Thái Lan     |
| 2018 | "Smile"         | Manila                   | Phillippines |
| 2018 | "Smile"         | Hong Kong                | Trung Quốc   |
| 2018 | "Smile"         | TP Hồ Chí Minh           | Việt Nam     |
| 2018 | "Smile"         | Đài Bắc                  | Đài Loan     |
| 2018 | "Smile"         | Tokyo                    | Nhật Bản     |
| 2019 | "Haeinstagram"  | Seoul                    | Hàn Quốc     |
| 2019 | "Haeinstagram"  | Osaka                    | Nhật Bản     |
| 2019 | "Haeinstagram"  | Manila                   | Phillippines |

## Quảng cáo
- 2014: Baskin Robbins
- 2014:
- 2015: KB Kookmin Card
- 2015: LG Uplus
- 2016: EVISU Korea
- 2016 - 2017: (주)월비통상
- 2017: Kolping
- 2017: Mariwhale 237
- 2018: (주) LF
- 2018: Jill Stuart
- 2018 - 2019: Sprite
- 2018 - 2019: Samsung Fire
- 2018 - 2019: Outdoor K2
- 2018 - 2019: G9 Online Shopping Mall
- 2018 - 2019: Dewytree
- 2018 - 2019: French Cafe
- 2018 - 2019: Binggrae T'aom
- 2018 - 2019: Samsung Insurance
- 2018 - 2019: Volvo Car Korea
- 03.2018 - Hiện tại (2022): KGC (Korea Ginseng Corporation)
- 2018 - Hiện tại (2022): Eclipsemints_Korea
- 10.2018 - Hiện tại (2022): Hyundai Department Store Duty Free
- 12.2018 - Hiện tại (2022): Mind Bridge_Korea
- 2019 - 2020: NH Card
- 2019 - 2020: AND Z
- 2020 - Hiện tại (2022): Ferrari Roma
- 01.2020 - Hiện tại (2022): Puradak Chicken
- 04.2020 - Hiện tại (2022): Sesa Living
- 09.2020 - Hiện tại (2022): Kodak Style_Korea
- 01.2021 - Hiện tại (2022): GOUTAL Paris Fragrance
- 04.2021 - Hiện tại (2022): Yangban Daily Pungryu-style-Dongwon F&B
- 06.2021 - 08.2022: JM Solution
- 11.2021 - Hiện tại (2022): Maison Boucheron Korea
- 11.2021 - Hiện tại (2022): Burberry
- 12.2021 - Hiện tại (2022): Walt Disney Company Korea
- 12.2021 - Hiện tại (2022): Google Korea
- 08.2022 - Hiện tại (2022): Compose Coffee
- 10.2022 - Hiện tại (2022): Dermatir (Tir Tir)

## Giải thưởng và đề cử
| Năm  | Giải thưởng                      | Hạng mục                                                  | Tên phim                     | Kết quả   |
| ---- | -------------------------------- | --------------------------------------------------------- | ---------------------------- | --------- |
| 2016 | SBS Drama Awards                 | New Star Award                                            | Yah, That's The Way It Is    | Đoạt giải |
| 2017 | SBS Drama Awards                 | Excellence Award, Actor in a Wednesday–Thursday Drama     | Khi nàng say giấc            | Đề cử     |
| 2018 | APAN Star Awards                 | Excellence Award, Actor in a Miniseries                   | Chị đẹp mua cơm ngon cho tôi | Đoạt giải |
| 2018 | APAN Star Awards                 | K-Star Award, Actor                                       | Chị đẹp mua cơm ngon cho tôi | Đoạt giải |
| 2018 | Asia Artist Awards               | Artist of the Year                                        | Chị đẹp mua cơm ngon cho tôi | Đoạt giải |
| 2018 | Asia Artist Awards               | Asia Talent                                               | Chị đẹp mua cơm ngon cho tôi | Đoạt giải |
| 2018 | Asia Artist Awards               | Best Emotive                                              | Chị đẹp mua cơm ngon cho tôi | Đoạt giải |
| 2018 | Baeksang Arts Awards             | Most Popular Actor                                        | Prison Playbook              | Đoạt giải |
| 2018 | Soompi Annual Awards             | Breakout Actor                                            | Khi nàng say giấc            | Đoạt giải |
| 2018 | Soompi Annual Awards             | Best Supporting Actor                                     | Khi nàng say giấc            | Đề cử     |
| 2018 | The Seoul Awards                 | Best New Actor (Drama)                                    | Chị đẹp mua cơm ngon cho tôi | Đề cử     |
| 2018 | The Seoul Awards                 | Popularity Award (Drama)                                  | Chị đẹp mua cơm ngon cho tôi | Đoạt giải |
| 2018 | The Seoul Awards                 | Hallyu Artist Award                                       | Chị đẹp mua cơm ngon cho tôi | Đoạt giải |
| 2019 | Asia Artist Awards               | Best Icon                                                 | Chị đẹp mua cơm ngon cho tôi | Đoạt giải |
| 2019 | Asia Artist Awards               | AAA Potential (Actor)                                     | Chị đẹp mua cơm ngon cho tôi | Đoạt giải |
| 2019 | Blue Dragon Film Awards          | Best New Actor                                            | Tune In For Love             | Đề cử     |
| 2019 | Cine 21 Awards                   | Best New Actor                                            | Tune In For Love             | Đoạt giải |
| 2019 | London East Asia Film Festival   | Popularity Award                                          | Tune In For Love             | Đoạt giải |
| 2019 | MBC Drama Awards                 | Grand Prize                                               | One Spring Night             | Đề cử     |
| 2019 | MBC Drama Awards                 | Top Excellence Award, Actor in a Wednesday-Thursday Drama | One Spring Night             | Đoạt giải |
| 2020 | Baeksang Arts Awards             | Best New Actor (Film)                                     | Tune In For Love             | Đề cử     |
| 2020 | Buil Film Awards                 | Best New Actor                                            | Tune In For Love             | Đề cử     |
| 2020 | Grand Bell Awards                | Best New Actor                                            | Tune In For Love             | Đoạt giải |
| 2022 | 20th Director's Cut Awards       | Actor Of The Year (TV)                                    | Truy bắt lính đào ngũ (D.P)  | Đề cử     |
| 2022 | Baeksang Arts Awards             | Best Actor (TV)                                           | Truy bắt lính đào ngũ (D.P)  | Đề cử     |
| 2022 | Baeksang Arts Awards             | Popularity Award                                          | Truy bắt lính đào ngũ (D.P)  | Đề cử     |
| 2022 | 1st Blue Dragon Series Awards    | Best Actor                                                | Truy bắt lính đào ngũ (D.P)  | Đề cử     |
| 2022 | 1st Blue Dragon Series Awards    | Popularity Award                                          | Truy bắt lính đào ngũ (D.P)  | Đoạt giải |
| 2022 | APAN Star Award                  | Best Actor in OTT Series                                  | Truy bắt lính đào ngũ (D.P)  | Đoạt giải |
| 2022 | 8th Marie Claire Asia Star Award | Beyond Cinema Award                                       | Truy bắt lính đào ngũ (D.P)  | Đoạt giải |
| 2022 | Asian Academy Creative Awards    | Best Actor In A Leading Role                              | Truy bắt lính đào ngũ (D.P)  | Đoạt giải |

## Danh hiệu cấp nhà nước
| Năm  | Bằng khen                                                | Trao tặng                                 | Quốc gia           |
| ---- | -------------------------------------------------------- | ----------------------------------------- | ------------------ |
| 2019 | Giải thưởng Văn hóa & Nghệ thuật nổi tiếng Hàn Quốc 2019 | Bộ trưởng Bộ Văn hóa, Thể thao và Du lịch | Chính phủ Hàn Quốc |

## Quyền lực
| Nhà xuất bản | Năm  | Top 40                                      | Thứ hạng |
| ------------ | ---- | ------------------------------------------- | -------- |
| Forbes       | 2019 | Người nổi tiếng quyền lực nhất của Hàn Quốc | 20       |
| Forbes       | 2020 | Người nổi tiếng quyền lực nhất của Hàn Quốc | 18       |